# 樂呂
樂呂（？—前607年），子姓，樂氏，中国春秋时期宋国司寇，乐父衎的后裔，又作乐克（東鄉克）。
前609年（鲁文公十八年、宋文公二年）十二月，宋文公杀死了母弟须，让戴族、庄族、桓族在华耦的宾馆里攻打武氏，把武族、穆族驱逐出国。派遣公孙师做司城。公子朝去世，派乐吕做司寇，安定国内人心。
前607年（鲁宣公二年、宋文公二年）春季，郑国公子归生接受楚国命令攻打宋国。宋国华元、乐吕带兵抵御。二月初十日，大棘之战前夜，华元与全军分羊肉，御者羊斟没有分到羊肉而怀恨，翌日驾驶华元的兵车投靠郑国导致华元被俘，宋军大败。郑国囚禁华元，得到乐吕的尸首，缴获四百六十辆战车，俘虏二百五十人，割了一百个被打死的敌人的耳朵。

## 子孙
- 子：乐曹（西鄉士曹）[2]
  - 孙：乐喜，字子罕[5][6]